# Bodies Without Organs
Bodies Without Organs – szwedzki zespół muzyczny założony w 2003 r. przez Alexandra Barda (Alcazar, Army of Lovers), w skład którego wchodzą: wokalista Martin Rolinski oraz Alexander Bard i Marina Schiptjenko.
Do największych sukcesów zespołu należy zdobycie 2. miejsca na Melodifestivalen 2006 utworem „Temple of Love”.

## Nagrody i wyróżnienia
| Rok  | Kategoria       | Tytułem               | Nagroda | Nota      | Źródło |
| ---- | --------------- | --------------------- | ------- | --------- | ------ |
| 2006 | Årets album     | Prototype             | Grammis | Nominacja | [ 1 ]  |
| 2006 | Årets popgrupp  | Prototype             | Grammis | Laur      | [ 2 ]  |
| 2006 | Årets nykomling | Bodies Without Organs | Grammis | Nominacja | [ 3 ]  |